# Emil Materne
Emil Paweł Materne lub Emilian Materné (ur. 30 września 1892 w Poznaniu, zm. 9 lutego 1944) – podporucznik artylerii Wojska Polskiego, kawaler Orderu Virtuti Militari.

## Życiorys
Urodził się 30 września 1892 w Poznaniu, w rodzinie Emila i Walentyny z Wrońskich  . Był młodszym bratem Brunona (1887–1950).
W latach 1914–1918 walczył w szeregach armii niemieckiej na froncie zachodnim. Na początku 1918 został przeniesiony do Batalionu Zapasowego 6 Pułku Grenadierów w Poznaniu . W marcu 1918 został zaprzysiężonym członkiem Polskiej Organizacji Wojskowej zaboru pruskiego. W mundurze podoficera pruskiego, razem z Wincentym Wierzejewskim, Mieczysławem Andrzejewskim i Józefem Sporakowskim, wziął udział w wyprawie nocnej po granaty ręczne do Fortu VII w Poznaniu – skąd wykradziono i przewieziono kilka skrzyń granatów ręcznych do zakonspirowanych składnic broni przy ulicy Półwiejskiej i Dolnej Wildzie . Następnie został członkiem tzw. oddziału wykonawczo-wywiadowczego pod komendą Jana Kalinowskiego. W listopadzie 1918 wziął aktywny udział w pracach przewrotu rewolucyjnego, zorganizowania rad robotniczo-żołnierskich oraz w pracach przygotowawczych do zbrojnego powstania. Od 27 grudnia 1918 do 6 stycznia 1919 brał czynny udział z bronią w ręku w powstaniu wielkopolskim, jako dowódca Oddziału Powstańczego Zmotoryzowanego - w walkach ulicznych w Poznaniu oraz przy zdobywaniu różnych obiektów wojskowych i administracyjnych do stacji i lotniska w Ławicy. Od 7 stycznia 1919 na Cytadeli Poznańskiej był współorganizatorem baonu tworzącego się 1 Pułku Strzelców Wielkopolskich (późniejszego 55 Poznańskiego Pułku Piechoty). W szeregach tego oddziału, w stopniu starszego sierżanta, walczył do października 1919. W 1920 przez cztery miesiące brał udział w wojnie z bolszewikami, w szeregach Wojska Polskiego. W dekrecie Naczelnego Wodza L. 11434/V.M. z 3 lutego 1922 wymieniony jako kawaler Orderu Virtuti Militari – podporucznik 17 Pułku Artylerii Polowej. Uczestniczył także w kampanii wrześniowej 1939 na froncie południowo-wschodnim .
Był żonaty z Heleną Sporakowską (ur. 15 sierpnia 1897 w Poznaniu), która zeznała, że jej mąż zmarł 9 lutego 1944, po rocznym pobycie w więzieniu Montelupich .

## Ordery i odznaczenia
- Krzyż Srebrny Orderu Wojskowego Virtuti Militari nr 4727 – 3 lutego 1922[9]
- Krzyż Niepodległości – 16 marca 1933 „za pracę w dziele odzyskania niepodległości”[10]
- Wielkopolski Krzyż Powstańczy – pośmiertnie 20 grudnia 1957[11]